# Lisa Edelstein
Lisa Edelstein (/ˈliːsə ˈɛdəlstiːn/; n. 21 mai 1966, Boston, SUA) este o actriță și dramaturgă americană. Edelstein este cunoscută pentru rolul dr. Lisa Cuddy în serialul de drame medicale Fox, Dr. House. Între 2014 și 2018, a jucat rolul Abby McCarthy în serialul Bravo Girlfriends' Guide to Divorce.A jucat în serialul Seinfeld  în rolul Karen, sezonul 5,episodul 1!